# Escuela de Umbría

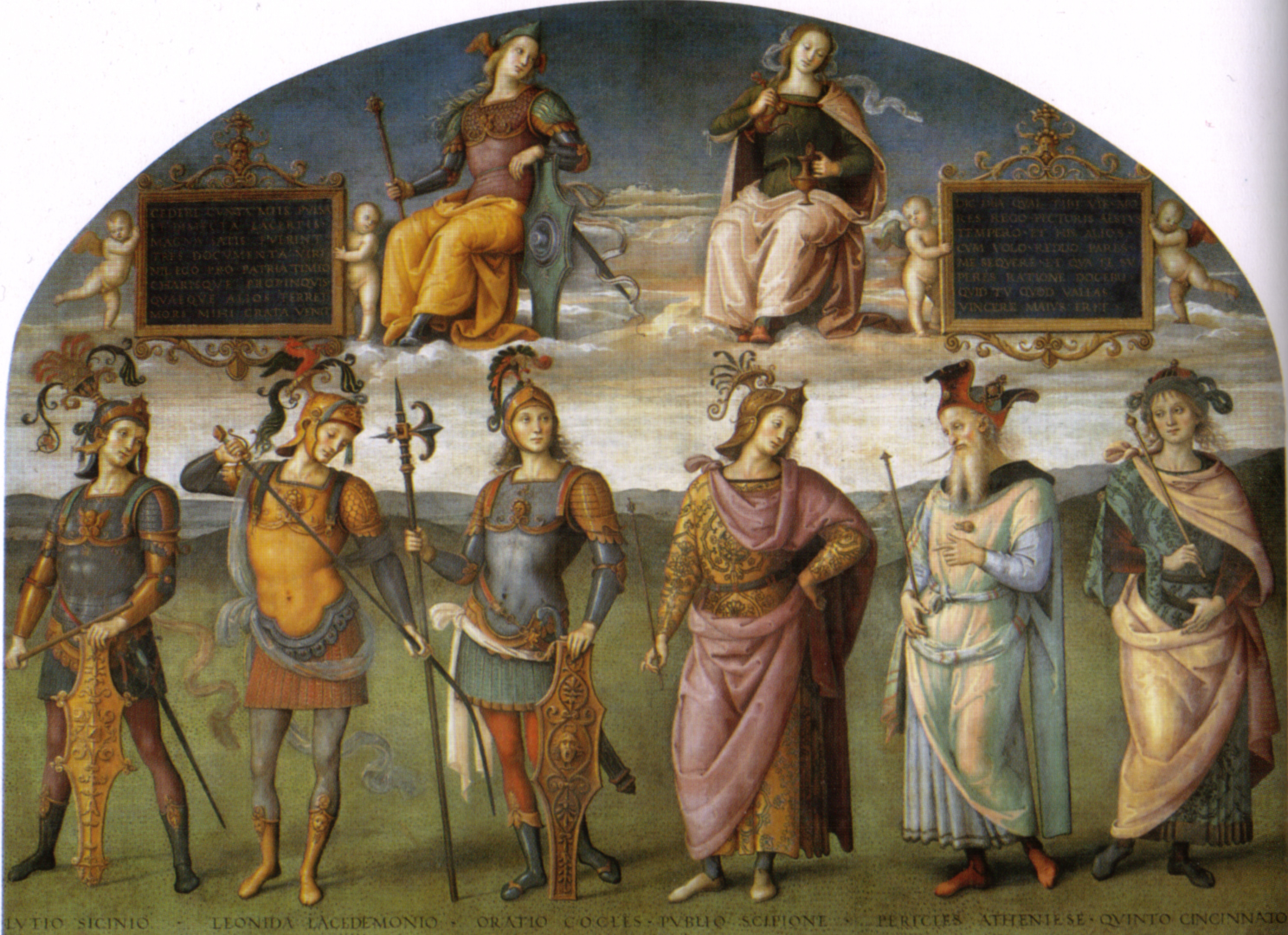
Perugino, frescos de la Sala de la Audiencia del Collegio del Cambio (1498-1500)

La llamada Escuela de Umbría es la denominación que recibe la escuela pictórica formada en el renacimiento en la región italiana de Umbría. Esta escuela es problemática, seguramente porque no es una escuela de iniciación o de plenitud, sino de transición. Ni siquiera están de acuerdo los historiadores del arte en sus límites cronológicos (para unos se inicia con Piero della Francesca, para otros es la escuela de Perugino), ni aun geográficos estrictos; basta pensar que sus maestros son viajeros y reparten su producción, y aun la centran, en otros lugares; por ejemplo, Perugino tenía al mismo tiempo taller en Perugia y Florencia.
Ese momento de transición a que nos referimos acusa, y ésta es la personalidad de la Escuela de Umbría, un menor rigor del dibujo y la línea, y una preferencia cada vez más creciente por la luz y la atmósfera, traduciéndolas en la belleza y delicadeza del color, considerado en primer plano. Frente a la intelectualización y rebúsqueda de lo antiguo, de lo florentino, lo umbro sigue el camino tradicional de lo religioso cristiano, llegando incluso a lo piadoso y devocional; a severidad se opone ternura, a monumentalidad, gracia y, con frecuencia, un arte más superficial que el florentino, más limitado y, a veces, tocando con lo decorativo. Pero constituye el paso decidido, el camino a la pintura romana del pleno Renacimiento y el arranque de Rafael.
Se considera frecuentemente a Piero della Francesca como fundador de esta Escuela. Podría serlo en el sentido del color y la luz, pero a este excepcional y personalísimo maestro no podemos verle completamente lejos de la nobleza, severidad y monumentalidad florentinas; en todo caso, su producción queda al margen de todo lo posterior umbro. Los que son reputados como sus dos mejores discípulos se orientan de modo diferente al maestro. Uno de ellos es Melozzo da Forli (1438-94), así llamado por el lugar de nacimiento (Marco degli Ambrosio, en realidad); se pone en relación con Giovanni Santi, el padre de Rafael, que le introduce en la Corte papal, para la que trabaja abundantemente, decorando con grandes murales iglesias romanas y la de Loreto, siendo el precedente de Correggio en la representación de figuras planeando en el espacio; entre ellas, los bellísimos ángeles músicos, parte de un gran fresco desmontado, ahora en S. Pedro. El otro discípulo de Piero es Luca Signorelli, fuerte y dramático, incluso violento, gran dibujante y ajeno en general a las blanduras umbras; sus frescos en la catedral de Orvieto cuentan entre las obras fundamentales del quatrocento. En definitiva, es un heredero del arte florentina.
En sentido estricto y más justo, la Escuela umbra es Perugino y su influencia, su estilo concreto y amanerado es importante como nuevo concepto del espacio pictórico; su taller hubo de tener fama indudable; allí envía Giovanni Santi de Urbino -pintor modesto- a su hijo Rafael. En cierto modo, la originalidad de Perugino es el resumen de las experiencias del xv y allí estaba la base de la forma pictórica del XVI. Aquí se apoya sin duda Rafael, que también mantiene contactos con el boloñés Francesco Raibolini, llamado el Francia- muy nutrido también de Perugino-, y con Timoteo Viti, que ya no es peruginesco, pero que puede ofrecer algún contacto con Bernardino Betti, el Pinturicchio, alumno -como Perugino- de Fiorenzo di Lorenzo y que es un delicioso narrador, banal en ocasiones, entusiasta de las bellas imágenes, de lo lujoso y elegante, colorista fastuoso para el que el oro es un color también. Su obra es con frecuencia esencialmente decoración, pero desde luego de primer orden, como lo testimonia en las estancias Borgia del Vaticano, donde bordea un sentido preciosista de orfebre, que aparece también en sus cuadros, tales corno El regreso de Ulises (Londres), que ocupa en la pintura umbra el mismo puesto que en la veneciana puede ocupar la Historia de S. Úrsula de Carpaccio.
El arte umbro, especialmente el peruginesco, aparece después, sobre todo en el paisaje y su modo de interpretarlo, como estilización de vegetales y espacio. Esto ocurre principalmente en Roma, también en Florencia e incluso en la Venecia anterior a lo tizianesco. Los límites y las clasificaciones se hacen difíciles frecuentemente al tratar de separar las escuelas italianas de los siglos XV y XVI.